# بئر إك كل
بئر إك كل (بالإنجليزية: Ik Kil)‏ يقع في وسط شمال شبه جزيرة يوكاتان في المكسيك وهي جزء من حديقة مفتوحة للعامة للسباحة والاحتفال .

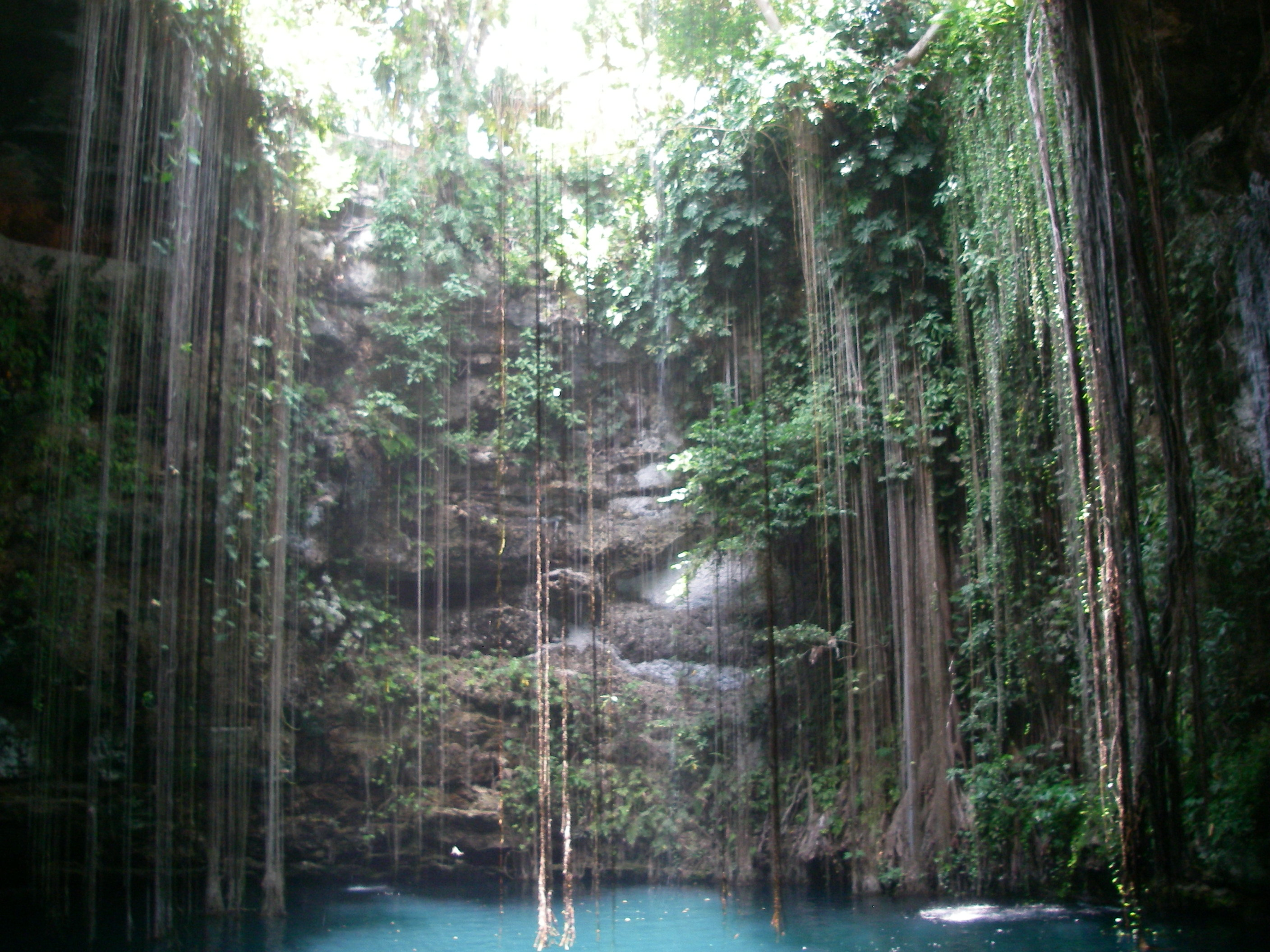
بئر "إك كل Ik Kil" في المكسيك.